# Aleksandr Mitrofanovič Stopani
Aleksandr Mitrofanovič Stopani (in russo Александр Митрофанович Стопани?; Usol'e-Sibirskoe, 9 dicembre 1871 – Mosca, 23 dicembre 1932) è stato un rivoluzionario e politico russo e sovietico.

## Biografia
Nacque nel Governatorato di Irkutsk nella famiglia di un medico militare il cui padre era un italiano emigrato in Russia in cerca di migliori condizioni di vita. Da studente del ginnasio di Kazan' iniziò a frequentare circoli marxisti e a propagandare le idee socialdemocratiche. Analoga attività condusse dal 1894 a Jaroslavl', dove si era rifugiato per sfuggire alla polizia zarista e dove studiò al liceo giuridico mentre lavorava come statistico nel settore dell'economia agricola. Nel 1896 fu arrestato e confinato a Pskov, dove nel 1900 conobbe Lenin che rientrava dall'esilio. Iniziò a collaborare con l'Iskra, entrando inoltre a far parte del comitato organizzatore del II Congresso del Partito Operaio Socialdemocratico Russo, mentre conduceva indagini statistiche sulle condizioni delle campagne. In seguito guidò i comitati bolscevichi di Jaroslavl', Baku, Kostroma e fu delegato al V Congresso del POSDR. Allo stesso tempo portò avanti la redazione di altri lavori nell'ambito della statistica economica.
Durante la Guerra civile russa Stopani lavorò presso l'Ispezione militare superiore e fece parte di vari Comitati militari rivoluzionari. Come membro del collegio del Commissariato del popolo al lavoro, inoltre, sviluppò i princìpi della statistica economica socialista e curò la rivista Statistika truda (La statistica del lavoro). Dal 1922 fu membro della Corte suprema della RSFS Russa e procuratore del lavoro. Negli ultimi due anni di vita fu vicepresidente dell'Associazione dei vecchi bolscevichi. Dopo la sua morte gli furono intitolate vie a Mosca e in altre città sovietiche. Le sue ceneri sono conservate presso la necropoli delle mura del Cremlino.